# ۱۱۶۸ (خورشیدی)
۱۱۶۸ هزار و صد و شصت و هشتمین سال هجری خورشیدی است.

## رویدادها
- پادشاهی لطفعلی‌خان زند

## زادگان
- ۵ شهریور – شاهزاده عباس میرزا، پسر و ولیعهد فتحعلی‌شاه قاجار (درگذشت ۱۲۱۲)